# Giōrgos Vakouftsīs
Giōrgos Vakouftsīs (in greco: Γιώργος Βακουφτσής; Trikala, 30 gennaio 1980) è un ex calciatore greco, di ruolo attaccante.

## Carriera

### Club
Inizia il suo iter sportivo nelle file del Panathinaikos, nell'annata 1998-1999, senza scendere in campo. A metà stagione passa alla Fiorentina, nel campionato italiano, e vi resta fino al 2002 sommando 9 presenze culminate con il fallimento e la retrocessione in Serie C2. Ebbe una breve parentesi con il Ravenna nel 2001 (5 gare ed un gol); curiosamente anche questa esperienza si concluse col fallimento della società.
Nel 2001 si trasferisce all'Iraklis. Nell'estate 2002 passa all'APOEL, squadra di Cipro. Vi resta fino al 2005, sommando 49 presenze e 23 gol.
Passa quindi all'Omonia Nicosia, altro club cipriota, dove si trattiene fino al 2008, giocando 64 volte e segnando 28 gol. Finita questa esperienza si trasferisce all'Ergotelis, squadra nella massima serie di Grecia, riuscendo così a giocare in patria.
Nel 2009 passa allo Skoda Xanthi. Nel 2010 si trasferisce all'Anagennisi Karditsa.

### Nazionale
Conta 11 presenze e 5 gol con la nazionale U-21.

## Statistiche

### Cronologia presenze e reti in nazionale
| Cronologia completa delle presenze e delle reti in nazionale ― Grecia under 21 | Cronologia completa delle presenze e delle reti in nazionale ― Grecia under 21 | Cronologia completa delle presenze e delle reti in nazionale ― Grecia under 21 | Cronologia completa delle presenze e delle reti in nazionale ― Grecia under 21 | Cronologia completa delle presenze e delle reti in nazionale ― Grecia under 21 | Cronologia completa delle presenze e delle reti in nazionale ― Grecia under 21 | Cronologia completa delle presenze e delle reti in nazionale ― Grecia under 21 | Cronologia completa delle presenze e delle reti in nazionale ― Grecia under 21 |
| Data                                                                           | Città                                                                          | In casa                                                                        | Risultato                                                                      | Ospiti                                                                         | Competizione                                                                   | Reti                                                                           | Note                                                                           |
| ------------------------------------------------------------------------------ | ------------------------------------------------------------------------------ | ------------------------------------------------------------------------------ | ------------------------------------------------------------------------------ | ------------------------------------------------------------------------------ | ------------------------------------------------------------------------------ | ------------------------------------------------------------------------------ | ------------------------------------------------------------------------------ |
| 15-8-2000                                                                      | ?                                                                              | Svizzera under 21                                                              | 1 – 3                                                                          | Grecia under 21                                                                | Amichevole                                                                     | -                                                                              | 35’                                                                            |
| 1-9-2000                                                                       | Lubecca                                                                        | Germania under 21                                                              | 2 – 1                                                                          | Grecia under 21                                                                | Qual. Europeo Under-21 2002                                                    | -                                                                              | 78’                                                                            |
| 6-10-2000                                                                      | Kaisarianī                                                                     | Grecia under 21                                                                | 3 – 1                                                                          | Finlandia under 21                                                             | Qual. Europeo Under-21 2002                                                    | 1                                                                              | 60’                                                                            |
| 10-10-2000                                                                     | Tirana                                                                         | Albania under 21                                                               | 0 – 1                                                                          | Grecia under 21                                                                | Qual. Europeo Under-21 2002                                                    | 1                                                                              |                                                                                |
| 27-3-2001                                                                      | Atene                                                                          | Grecia under 21                                                                | 2 – 0                                                                          | Germania under 21                                                              | Qual. Europeo Under-21 2002                                                    | -                                                                              |                                                                                |
| 1-6-2001                                                                       | San Nicolò                                                                     | Grecia under 21                                                                | 0 – 0                                                                          | Albania under 21                                                               | Qual. Europeo Under-21 2002                                                    | -                                                                              |                                                                                |
| 5-6-2001                                                                       | Atene                                                                          | Grecia under 21                                                                | 3 – 1                                                                          | Inghilterra under 21                                                           | Qual. Europeo Under-21 2002                                                    | 1                                                                              |                                                                                |
| 4-9-2001                                                                       | Helsinki                                                                       | Finlandia under 21                                                             | 0 – 3                                                                          | Grecia under 21                                                                | Qual. Europeo Under-21 2002                                                    | 1                                                                              | 67’                                                                            |
| 5-10-2001                                                                      | Blackburn                                                                      | Inghilterra under 21                                                           | 2 – 1                                                                          | Grecia under 21                                                                | Qual. Europeo Under-21 2002                                                    | -                                                                              |                                                                                |
| 9-11-2001                                                                      | Giannina                                                                       | Grecia under 21                                                                | 3 – 0                                                                          | Turchia under 21                                                               | Qual. Europeo Under-21 2002                                                    | 1                                                                              |                                                                                |
| 13-11-2001                                                                     | İzmit                                                                          | Turchia under 21                                                               | 2 – 1                                                                          | Grecia under 21                                                                | Qual. Europeo Under-21 2002                                                    | -                                                                              |                                                                                |
| Totale                                                                         |                                                                                | Presenze                                                                       | 11                                                                             |                                                                                | Reti                                                                           | 5                                                                              |                                                                                |